# بتوند

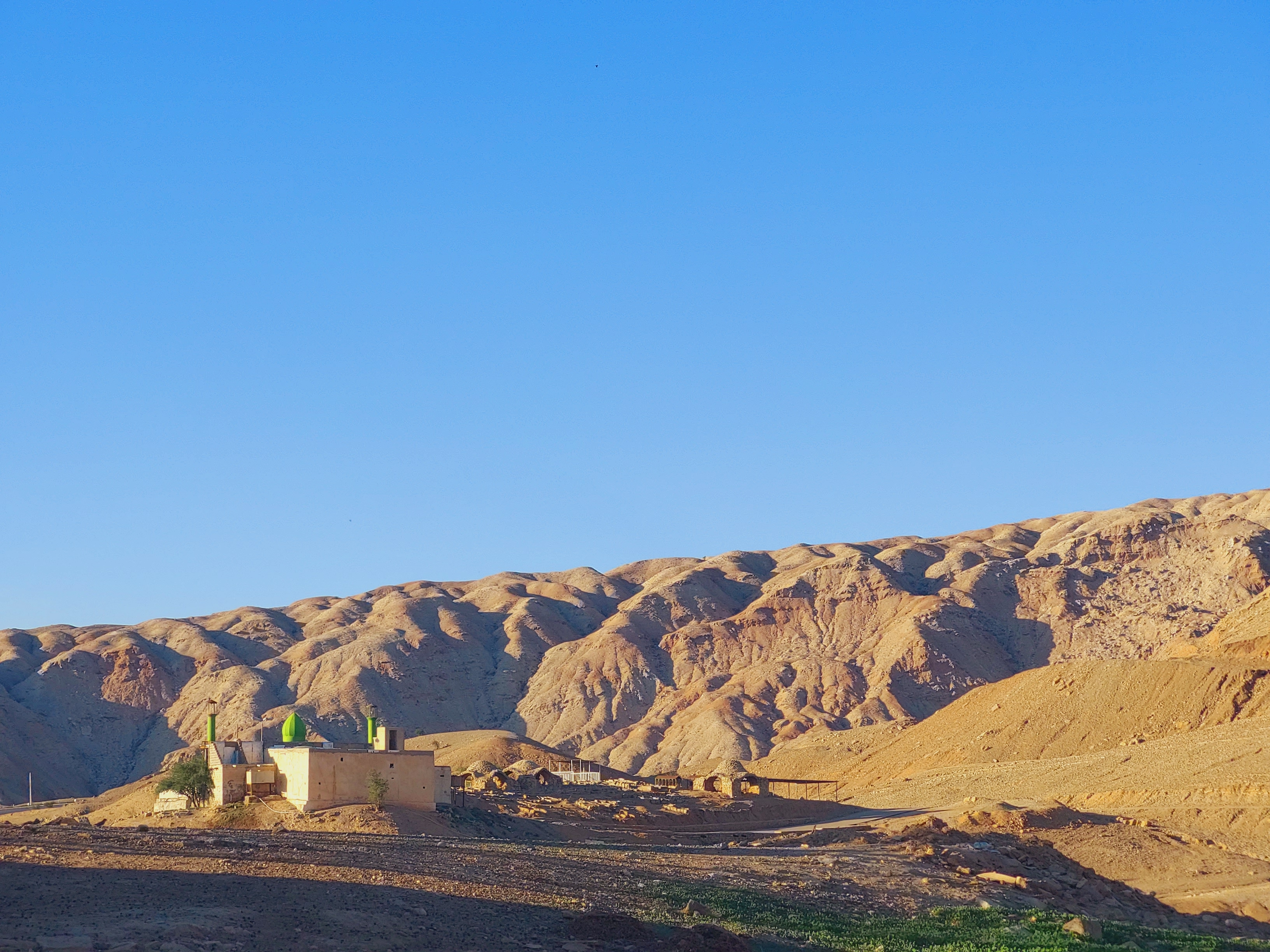
روستای بتوند - امام زاده سبز پوش (عکس توسط گروه معماری دانشگاه شهید چمران اهواز)

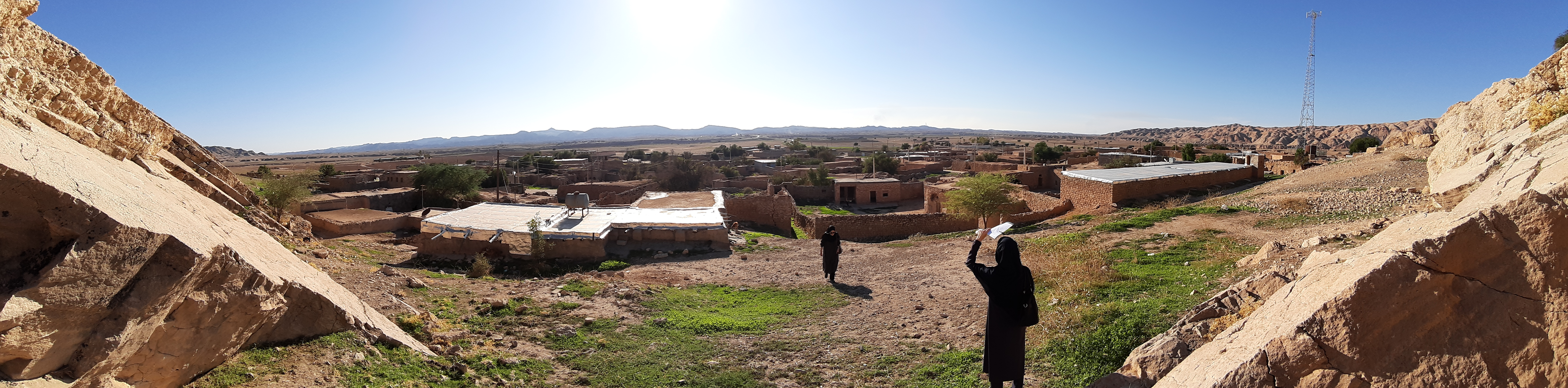
عکس پاناروما از دید کوه پایه های بتوند به روستا (عکس توسط گروه معماری دانشگاه شهید چمران اهواز)

بتوند، روستایی از توابع بخش مرکزی شهرستان مسجدسلیمان در استان خوزستان ایران است.

## جمعیت
این روستا در دهستان جهانگیری قرار دارد و براساس سرشماری مرکز آمار ایران در سال ۱۳۸۵، جمعیت آن ۲۴۲ نفر (۵۱خانوار) ساکن در محل بوده‌است. 